# テッラノーヴァ・サッポ・ミヌーリオ
テッラノーヴァ・サッポ・ミヌーリオ（イタリア語: Terranova Sappo Minulio）は、イタリア共和国カラブリア州レッジョ・カラブリア県にある、人口約500人の基礎自治体（コムーネ）。

## 地理

### 位置・広がり

#### 隣接コムーネ
隣接するコムーネは以下の通り。
- モローキオ
- タウリアノーヴァ
- ヴァラポーディオ